# 大米塔格山

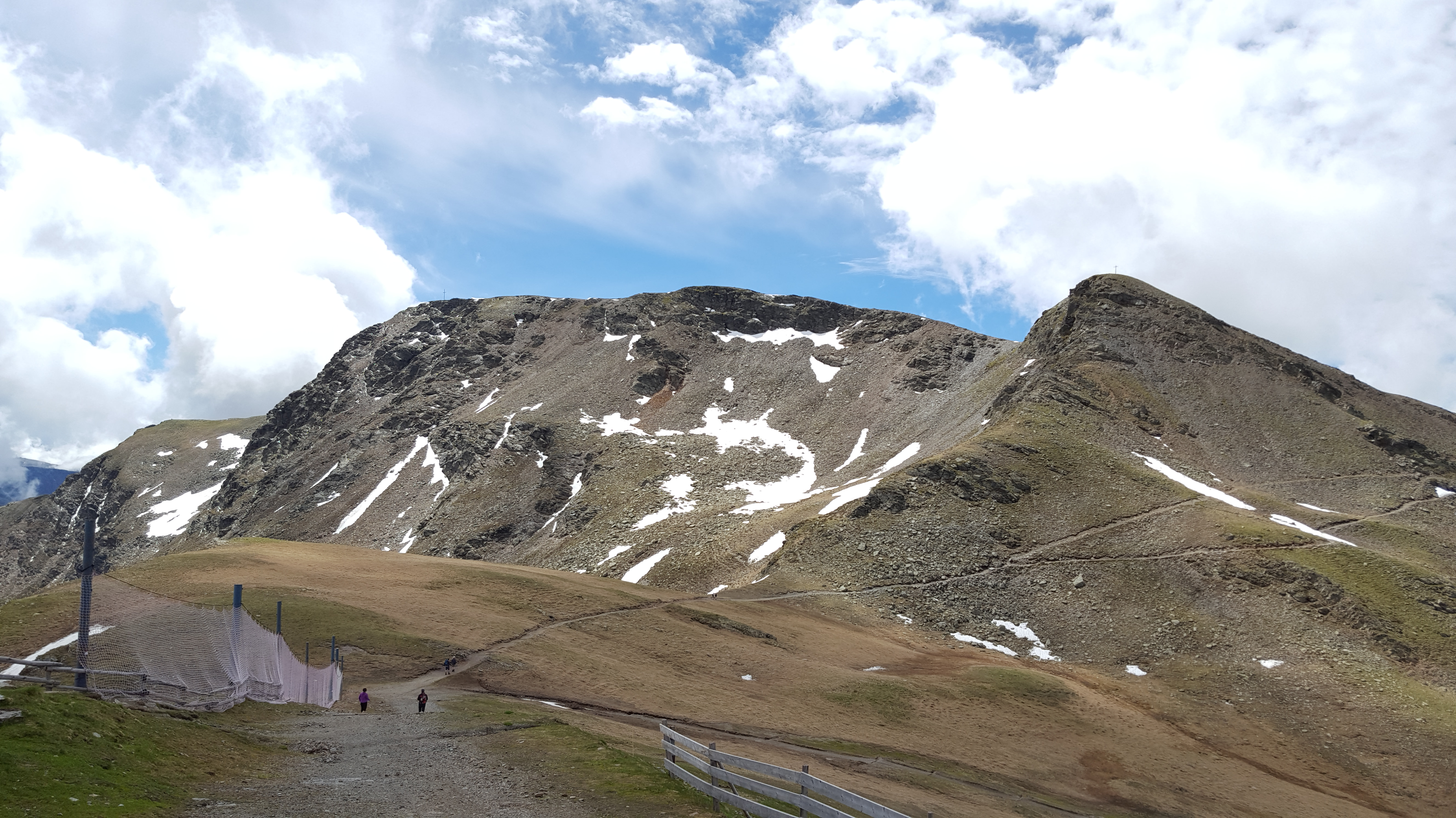

46°41′03″N 11°18′37″E / 46.68421°N 11.31022°E
大米塔格山（德語：Großer Mittager），是意大利的山峰，位於該國東北部，由博爾扎諾-南蒂羅爾自治省負責管轄，屬於萨恩塔尔山脉的一部分，海拔高度2,422米。